# Paracheilinus attenuatus
Paracheilinus attenuatus är en fiskart som beskrevs av Randall, 1999. Paracheilinus attenuatus ingår i släktet Paracheilinus och familjen läppfiskar. IUCN kategoriserar arten globalt som livskraftig. Inga underarter finns listade i Catalogue of Life.